# Pyrenographa xylographoides
Pyrenographa xylographoides är en svampart som beskrevs av Aptroot 1991. Pyrenographa xylographoides ingår i släktet Pyrenographa och familjen Requienellaceae.   Inga underarter finns listade i Catalogue of Life.